# Vértesacsa
Vértesacsa es un pueblo húngaro perteneciente al distrito de Bicske, condado de Fejér.

## Superficie
Cuenta con una superficie de 36,19 km².

## Demografía
Hasta 2024 la población era de 1766 habitantes, con una densidad de población de 48,79 hab/km².
| Gráfica de evolución demográfica de Vértesacsa entre 2020 y 2024 |
|                                                                  |
| Datos según la Oficina Central de Estadística de Hungría.        |